# Luigi Durand de la Penne

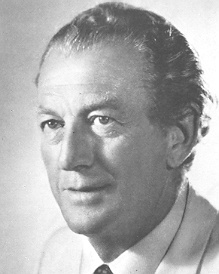
Luigi Durand de la Penne (1972)

Luigi Durand de la Penne (* 11. Februar 1914 in Genua; † 27. Januar 1992 ebenda) war ein italienischer Marineoffizier und Politiker. Bekannt wurde er wegen seines Einsatzes beim Angriff auf Alexandria im Dezember 1941.

## Leben
De la Penne absolvierte das Istituto Nautico San Giorgio in seiner Heimatstadt Genua und danach einen Lehrgang für angehende Offiziere auf Zeit an der Accademia Navale. Ab 1935 diente er in der 6. MAS-Flottille in La Spezia. Im Zweiten Weltkrieg gehörte er der 10. MAS-Flottille an, einer mit Kleinkampfmitteln ausgerüsteten Spezialeinheit. Als Torpedoreiter nahm er 1940 an erfolglosen Angriffen auf Alexandria und Gibraltar teil, bei denen die eingesetzten U-Boote Iride und Gondar verlorengingen. De la Penne wurde dennoch zum Kapitänleutnant (Tenente di Vascello) befördert und zum Berufssoldaten ernannt.

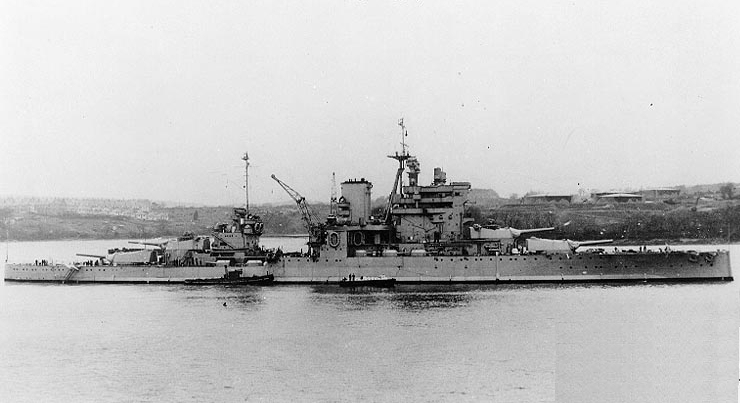
Die Valiant, 1939

Beim Angriff auf den britischen Flottenstützpunkt Alexandria in der Nacht vom 18. auf den 19. Dezember 1941 befehligte Durand de la Penne die drei Torpedoreiterteams, die von dem U-Boot Scirè vor dem Stützpunkt abgesetzt wurden. Dabei handelte es sich um die bemannten Torpedos 221 (Durand de la Penne, Emilio Bianchi), 222 (Vincenzo Martellotta, Mario Marino) und 223 (Antonio Marceglia, Spartaco Schergat). Durand de la Penne und Emilio Bianchi hatten bei dem Einsatz im Gegensatz zu ihren Kameraden mit erheblichen Problemen zu kämpfen: zunächst mit den Hafensperren, dann mit einem Motorausfall an ihrem Torpedo und schließlich mit der Sauerstoffversorgung Bianchis, der auftauchen musste. Durand de la Penne führte seinen Einsatz gegen das Schlachtschiff Valiant alleine durch, wurde dann aber zusammen mit Bianchi gefangen genommen und in der Valiant neben der Munitionskammer eingesperrt. Kurz vor der Explosion der unter dem Schiff platzierten Sprengladung forderte er den britischen Kommandanten auf, die Besatzung von Bord zu bringen. De la Penne und Bianchi mussten bleiben, überlebten die Explosion jedoch. Den anderen Torpedoreitern gelangen Angriffe auf das Schlachtschiff Queen Elizabeth sowie auf einen Tanker, wobei auch ein Zerstörer beschädigt wurde.
Als Kriegsgefangene kamen De la Penne und seine Mitstreiter nach Indien. Nach dem Waffenstillstand von Cassibile wurde Durand de la Penne im Februar 1944 entlassen. Er diente danach in der auf alliierter Seite kämpfenden Marinespezialeinheit. Im Juni 1944 war er an einem Angriff auf die von deutschen Truppen besetzte Marinebasis La Spezia beteiligt, bei dem der Kreuzer Bolzano versenkt wurde. Im März 1945 wurde Durand de la Penne in Tarent mit der italienischen goldenen Tapferkeitsmedaille ausgezeichnet. Er erhielt sie vom ehemaligen Kommandanten der Valiant, Charles Morgan.
Luigi Durand de la Penne blieb nach dem Krieg bei der Marina Militare und erreichte in seiner aktiven Dienstzeit 1954 den Dienstgrad Kapitän zur See (Capitano di Vascello). In der Reserve wurde er später ehrenhalber zum Vizeadmiral (Ammiraglio di Squadra) ernannt. Nachdem er zuletzt als Marineattaché in Brasilien gedient hatte, schlug Durand de la Penne 1956 eine politische Laufbahn ein. Rund 20 Jahre gehörte er der Abgeordnetenkammer an, zunächst für die Democrazia Cristiana, dann für den Partito Liberale Italiano. Von Juni 1972 bis Juli 1973 war Durand de la Penne Staatssekretär im Handelsmarineministerium im Kabinett Andreotti II.

## Rezeption
1961 entstand ein britisch-italienischer Kriegsfilm mit dem Titel Alarm auf der Valiant (The Valiant) unter der Regie von Roy Ward Baker, der Durand de la Pennes Einsatz in Alexandria beschreibt. Durand de la Penne wurde dabei von Ettore Manni dargestellt.
Die italienische Marine benannte einen 1989 unter dem Namen Animoso vom Stapel gelaufenen und 1993 in Dienst gestellten Zerstörer nach dem 1992 verstorbenen Luigi Durand de la Penne.